# Марки (журнал, Киев)
«Ма́рки» — первый специализированный филателистический журнал Российской империи, издававшийся в Киеве в 1896—1901 годах как печатный орган Московского общества собирателей почтовых марок (МОСПМ) и Киевского кружка собирателей почтовых марок (с 1898). Первые номера печатались на русском и французском языках, последующие — только на русском.

## История
Журнал «Марки», как отмечалось на его обложке, представлял собой «первый русский иллюстрированный ежемесячный журнал для любителей и собирателей почтовых и иных марок». Выходил в Киеве с 12 (24) марта 1896 года по ноябрь 1901 года. Его издателем и редактором был марочный торговец С. Д. Соломкин, а затем — Г. Я. Шульгевич.
20 марта 1896 года в Москве состоялось собрание МОСПМ, участники которого приветствовали выход в Киеве первого номера журнала «Марки». По предложению известного филателиста того времени Э. П. фон дер Бека, журналу был присвоен статус официальным органа МОСПМ, и он стал таковым уже с третьего номера. Журнал отражал деятельность Общества, публиковал протоколы его заседаний, печатал серьёзные статьи и заметки на филателистические темы. Кроме того, в разделе «Хроника» помещалась информация о новых иностранных и русских марках, а также о событиях филателистической жизни в России и за рубежом, о филателистических выставках.
Последним номером журнала, опубликованным под эгидой МОСПМ, стал № 13 за 1897 год. С 1898 года, в связи с закрытием Московского общества, журнал выходил в качестве органа Киевского кружка собирателей почтовых марок.
В первый год издания журнал выпускался на русском и французском языках форматом 220 × 300 мм. С 1897 года он начал выходить в половинном размере и уже только на русском языке. Периодичность издания была крайне нерегулярной. Так, в 1898 и 1899 годах вышло всего лишь три номера, а в 1902 году его издание и вовсе было прекращено.
Помимо московских и киевских коллекционеров, на журнал подписывались филателисты Санкт-Петербурга и других городов. «Марки», наряду с другими филателистическими периодическими изданиями и книгами, поступали в петербургское общество, именовавшееся «Русским отделом Германского общества филателистов в Гёснице», и хранились в его библиотеке.
Начиная с ноября 2009 года Обществом филателистов «Марки Петербурга» выпускается журнал под тем же названием, что и старое дореволюционное киевское издание.